# Leif Holmgren
Leif Martin Holmgren (* 25. Mai 1953 in Kiruna) ist ein ehemaliger schwedischer Eishockeyspieler und -trainer.

## Karriere
Leif Holmgren begann seine Karriere als Eishockeyspieler bei AIK Solna, für dessen Profimannschaft er von 1971 bis 1984 aktiv war – zunächst in der Division 1 sowie ab der Saison 1975/76 in deren Nachfolgeliga Elitserien. Mit seiner Mannschaft gewann der Center in den Spielzeiten 1981/82 und 1983/84 jeweils den schwedischen Meistertitel. 1979 wurde er zudem in das schwedische All-Star Team gewählt. In der Saison 1984/85 lief er für Vallentuna BK in der in der Zwischenzeit zweitklassigen Division 1 auf. Zuletzt spielte er in der Saison 1985/86 für AIK in der Elitserien, ehe er seine aktive Karriere im Alter von 33 Jahren beendete. 
Von 1990 bis 1993 war Holmgren als Cheftrainer für seinen Stammverein AIK Solna in der Elitserien tätig. 

### International
Für Schweden nahm Holmgren an den Weltmeisterschaften 1978, 1979 und 1983 teil. Zudem stand er im Aufgebot seines Landes bei den Olympischen Winterspielen 1980 in Lake Placid. Bei der Weltmeisterschaft 1979 sowie den Olympischen Winterspielen 1980 gewann er mit seiner Mannschaft jeweils die Bronzemedaille.

## Erfolge und Auszeichnungen
- 1979 Schwedisches All-Star Team
- 1982 Schwedischer Meister mit AIK Solna
- 1984 Schwedischer Meister mit AIK Solna

### International
- 1979 Bronzemedaille bei der Weltmeisterschaft
- 1980 Bronzemedaille bei den Olympischen Winterspielen